# 1983年西德聯邦議院選舉

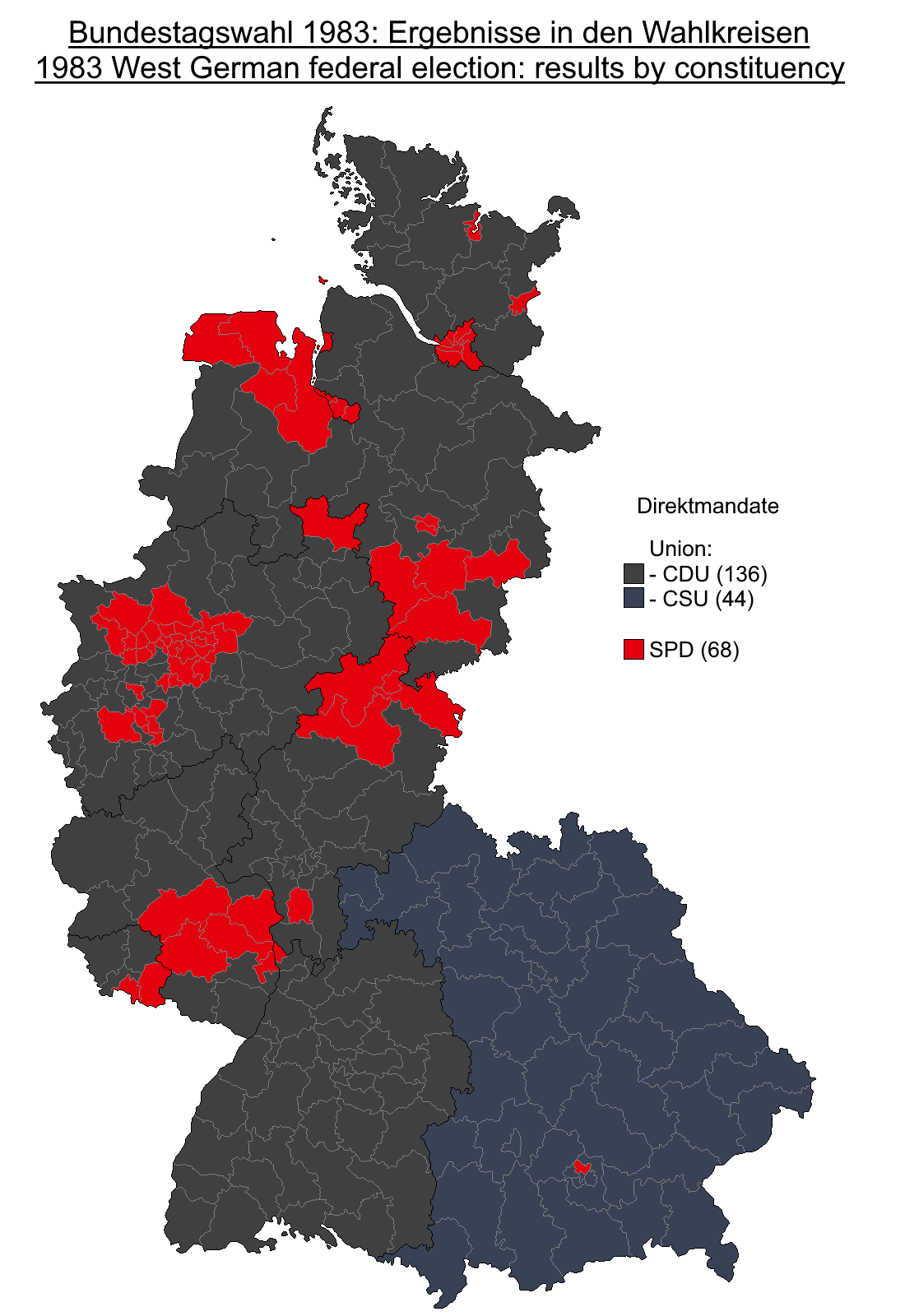
選舉結果

1983年西德聯邦議院選舉在1983年3月6日進行，選出第10屆西德聯邦議會。基民盟/基社盟在選舉中維持最大黨團的地位，赫尔穆特·科尔留任西德總理職務。